# Veritatis gaudium
Veritatis gaudium (latino: la gioia della verità ) è una costituzione apostolica su università e facoltà ecclesiastiche . È stato firmato da Papa Francesco l'8 dicembre 2017 ed è stato promulgato il 29 gennaio 2018. Aggiorna la costituzione apostolica del 1979 Sapientia christiana . Il documento è lungo 87 pagine.  Le nuove norme entrano in vigore il primo giorno dell'anno accademico 2018-2019 o dell'anno accademico 2019, a seconda dell'anno scolastico di particolari istituti.  L'attuazione è di competenza delle 289 facoltà ecclesiastiche della Chiesa cattolica e delle 503 istituzioni correlate che rilasciano titoli riconosciuti dal Vaticano .  

## Scopo
Il documento tratta solo di università e facoltà ecclesiastiche, che si distinguono generalmente dalle istituzioni cattoliche di istruzione superiore in quanto offrono titoli rilasciati dall'autorità della Santa Sede . Ex corde ecclesiae non è interessato dal nuovo documento e rimane invariato.  Sostituisce le norme della costituzione apostolica Sapientia christiana, promulgata da Papa Giovanni Paolo II il 15 aprile 1979. Il documento abroga tutte le leggi, i costumi e i privilegi contrari a Veritatis gaudium.